# (3317) Parys
(3317) Parys – planetoida z grupy trojańczyków Jowisza.

## Odkrycie
Planetoida ta została odkryta 26 maja 1984 roku w Obserwatorium Palomar przez małżeństwo amerykańskich astronomów Carolyn Shoemaker i Eugene’a Shoemakera. Nazwa asteroidy pochodzi od Parysa, syna króla Troi z mitologii greckiej. Przed nadaniem nazwy planetoida nosiła oznaczenie tymczasowe (3317) 1984 KF.

## Orbita
(3317) Parys krąży wokół Słońca w średniej odległości 5,22 j.a. w czasie 11 lat i 334 dni. Jest planetoidą trojańską Jowisza, znajdującą się w pobliżu punktu libracyjnego L5. W swym ruchu orbitalnym podąża zawsze ok. 60° za Jowiszem.
Sama orbita tej planetoidy nachylona jest pod kątem 27,88° względem ekliptyki, a jej mimośród ma wartość ok. 0,13.

## Właściwości fizyczne
Jest to obiekt posiadający najprawdopodobniej nieregularny kształt, którego wielkość określa się na ok. 116 km. Jego albedo jest niskie (jest ciałem niebieskim odbijającym niewiele światła) i wynosi 0,06, jasność absolutna zaś to 8,3m.